# Dragón de Wawel (estatua)
La Estatua del Dragón de Wawel (en polaco: Pomnik Smoka Wawelskiego) es un monumento situado al pie de la colina de Wawel, en Cracovia (Polonia), frente a la Guarida del Dragón de Wawel, dedicado al mítico Dragón de Wawel. Instalada en 1972, la estatua es capaz de exhalar fuego a petición.

## Leyenda
El Dragón de Wawel (en polaco: Smok Wawelski) es un famoso dragón de la mitología polaca que vivía en una cueva a los pies de la colina de Wawel, a orillas del río Vístula. Una de las muchas historias populares sobre el dragón tiene lugar en Cracovia durante el reinado de Krakus, fundador mítico de la ciudad. En la leyenda, el dragón aterroriza a los aldeanos destruyendo sus casas y comiéndose a sus hijas pequeñas. Desesperado por resolver el problema, el rey Krakus promete la mano de su hija Wanda a cualquier valiente que pueda derrotar al dragón. Un zapatero llamado Skuba acepta el reto y rellena un cordero con azufre para que se lo coma el dragón. Skuba deja el cordero cerca de la cueva del dragón y la incauta bestia devora el cebo. Poco después, la sed del dragón se hace insoportable y bebe tanta agua del río Vístula que explota por el volumen incontenible. El rey Krakus desposa entonces a su hija Wanda con el victorioso Skuba. En la versión más antigua, del siglo XII, escrita por Wincenty Kadłubek, el dragón fue derrotado por dos hijos del rey Krakus, Krakus II y Lech II.

## Estatua
La estatua fue diseñada por el escultor polaco Bronisław Chromy y terminada en 1969; se instaló en su ubicación actual en 1972, una fecha que se repite con frecuencia en otras fuentes;Bielowicz señala que la estatua se hizo en 1969 pero no se inauguró en su ubicación actual hasta 1972. La estatua es de bronce y se alza sobre un gran peñasco de piedra caliza. Mide seis metros de altura.

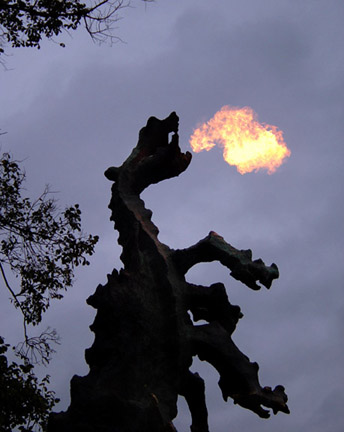
La estatua escupiendo fuego.

Algunos de los primeros diseños de la estatua incluían una fuente de agua más tradicional. Una variante posterior propuso que se sumergiera parcialmente en el río Vístula, pero fue rechazada. Al final, la estatua se diseñó de modo que exhalara fuego; también se modernizó recientemente para que el aliento de fuego pueda activarse mediante un mensaje de texto SMS (la estatua puede hacerlo a intervalos mínimos de 15 segundos). El servicio es popular, y recibe al menos 2.500 peticiones al día. El fuego utiliza gas natural como combustible. Sin mensajes de texto, las llamaradas se producen a intervalos de unos cinco minutos.
La estatua ha sido descrita como un elemento "tradicional" del paisaje moderno de Cracovia y como una de las principales atracciones turísticas de la ciudad, sobre todo para los niños.